# Reino de Lusitania Septentrional
El Reino de Lusitania Septentrional (en francés: Royaumme de la Lusitanie Septentrionale; en portugués, Reino da Lusitânia Setentrional) o Lusitania del Norte, fue un reino propuesto por Napoleón Bonaparte, para el rey de Etruria Carlos II, según el Tratado de Fontainebleau.

La Partición de Portugal propuesta por Napoleón en el Tratado de Fontainebleau, el Reino Lusitano está en la parte norte de Portugal (Color rojo salmón).

## Antecedentes
El Reino de Etruria, creado por Napoleón I en 1801, en los territorios ocupados por el extinto Gran Ducado de Toscana y fue atribuido a Luis de Borbón. Al pretender atribuir Etruria a su hermana Elisa Bonaparte, Napoleón quiso compensar a los Borbones que gobernaban en Etruria con un nuevo estado en el norte de Portugal, que correspondería a la provincia de entre Duero y Minho con capital en la ciudad costera de Oporto.

## Tratado de Fontainebleau
El 27 de octubre de 1807, Francia y España celebraron el Tratado secreto de Fontainebleau que definía la Invasión de Portugal, dada la resistencia del país a unirse al Bloqueo Continental. Allí se propuso la división de este reino en tres estados:
- El Reino de Lusitania Septentrional (en el noroeste de Portugal, entre los ríos Duero y Miño, incluidas las ciudades de Oporto y Braga) cuyo nombre hace referencia a la antigua provincia romana de Lusitania

- Portugal (reducida a las provincias de Trás-os-Montes, Beira y Extremadura, incluida la capital, la ciudad de Lisboa) estaría bajo ocupación directa de los ejércitos franceses y cuyo destino se decidiría más tarde

- El Principado de los Algarves (correspondiente al sur de Portugal, incluidas las regiones del Algarve y el Alentejo) que sería gobernado por el primer ministro español Manuel de Godoy, recompensado así por defender la alianza franco-española.

Dado que los tres intentos de invasión francesa nunca resultaron en una ocupación efectiva del territorio portugués, el tratado nunca se implementó y el del Reino de Lusitania Septentrional nunca se constituyó efectivamente, las últimas tropas francesas serían definitivamente expulsadas de Portugal por el Duque de Wellington en 1812.